# Новопетровка (Лебединский район)
Новопетровка (укр. Новопетрівка) — посёлок,
Штеповский сельский совет,
Лебединский район,
Сумская область,
Украина.
Код КОАТУУ — 5922989603. Население по переписи 2001 года составляло 114 человек .

## Географическое положение
Посёлок Новопетровка находится на левом берегу реки Сула,
выше по течению на расстоянии в 1 км расположено село Лохня (Белопольский район),
ниже по течению на расстоянии в 2 км расположено село Подсулье.
Рядом проходит автомобильная дорога Н-07.

## Экономика
- Молочно-товарная ферма.